# Magma (gruppo musicale)
I Magma sono un gruppo francese di rock progressivo fondato nel 1969 dal batterista di formazione classica Christian Vander, che dichiara di aver trovato la sua ispirazione in una "visione del futuro spirituale ed ecologico dell'umanità" che lo inquietava parecchio.

## Storia dei Magma
Nel loro primo album, i Magma raccontano la storia di un gruppo di persone che fuggono da una Terra destinata all'annientamento per stabilirsi sul pianeta Kobaïa. In seguito, sorgono dei conflitti quando i kobaiani (discendenti dei primi colonizzatori) incontrano altri rifugiati terrestri. Un aspetto importante degli album dei Magma è che Vander ha inventato una lingua artificiale, il kobaiano, nella quale sono scritti la maggior parte dei testi. Gli album successivi raccontano altre storie, ambientate in tempi più antichi; il kobaiano resta comunque una parte integrante della musica.
Considerati da molti musicalmente avventurosi e fantasiosi, i Magma fanno ampio uso dei cori; il loro album Mekanïk Destruktïw Kommandöh evoca in particolar modo il compositore classico Carl Orff, mentre Wurdah Itah rivela collegamenti con la musica per pianoforte di Béla Bartók e "Les Noces" del maestro russo Igor' Fëdorovič Stravinskij. L'opera dei Magma è fortemente influenzata dal sassofonista jazz John Coltrane.
Molti musicisti, negli anni, hanno suonato insieme ai Magma, ed hanno poi creato i loro progetti musicali solisti o paralleli, indicati con il termine kobaiano Zeuhl, che è il nome del loro stile e della scena musicale francese di jazz fusion/rock sinfonico che li circonda. Oltre al batterista-compositore Christian Vander, i più noti componenti della vecchia formazione dei Magma sono probabilmente il violinista Didier Lockwood, il tastierista Benoît Widemann ed il bassista e coautore Jannick Top (che è poi diventato anche produttore per gli album di Céline Dion).
Benché le registrazioni originali dei Magma siano piuttosto difficili da trovare, Christian Vander e Jannick Top continuano a mantenere in stampa su CD le prime produzioni. 

## Discografia parziale

### Album in studio
- 1970 – Magma (ristampato col nome di Kobaïa)
- 1971 – 1001° Centigrades
- 1973 – Mekanïk Destruktïw Kommandöh
- 1974 – Wurdah Ïtah
- 1974 – Köhntarkösz
- 1976 – Üdü Wüdü
- 1978 – Attahk
- 1984 – Merci
- 2004 – K.A. (Kohntarkosz Anteria)
- 2009 – Ëmëhntëhtt-Rê
- 2012 – Félicité Thösz
- 2014 – Rïah Sahïltaahk
- 2015 – Šlaǧ Tanƶ
- 2019 – Zëss
- 2022 – Kartëhl

### Altro materiale
- 1972 – The Unnamables (firmato come Univeria Zekt)
- 1975 – Live/Hhaï
- 1976 – Inédits
- 1981 – Retrospektiw (Parti I e II)
- 1981 – Retrospektiw (Parte III)
- 1986 – Mythes Et Legendes Vol. I (compilation)
- 1989 – Akt X - Mekanïk Kommandöh (demo e prove in studio di Mekanïk Destruktïw Kommandöh del 1973)
- 1992 – Akt I - Les Voix De Magma (live a Douarnenez il 2 august 1992)
- 1994 – Akt IV - Theatre Du Taur Concert, 1975 (live del 27 settembre 1975)
- 1995 – Akt V - Concert Bobino 1981 (live del 16 maggio 1981)
- 1995 – Akt VI - Concert Bobino 1981, DVD
- 1996 – Akt VIII - Bruxelles 1971(live al Theatre 140 il 12 novembre 1971)
- 1996 – Akt IX - Opera De Reims, 1976 (live del 2 marzo 1976)
- 1998 – Floë Ëssi/Ëktah (EP)
- 1998 – Simples
- 1999 – Akt XIII - BBC 1974 (live in studio per la BBC del 14 marzo 1974)
- 2001 – Trilogie Theusz Hamtaahk (Concert du Trianon), CD + DVD
- 2006 – Mythes et Légendes Epok 1, DVD
- 2006 – Mythes et Légendes Epok 2, DVD
- 2007 – Mythes et Légendes Epok 3, DVD
- 2008 – Mythes et Légendes Epok 4, DVD
- 2008 – Akt XV - Bourges, 1979 (live del 17 aprile 1979)
- 2008 – Studio Zünd: 40 Ans d'Evolution (box set di 12 cd, include gli album da Kobaïa a K.A. (Kohntarkosz Anteria) e il doppio cd bonus Archiw I & II)
- 2009 – Live In Tokyo 2005
- 2014 – Zühn Wöhl Ünsaï (Concert du Bremen del 1974, 2 CD)
- 2015 – Alhambra I et II (live del 2009, 2 CDs)
- 2018 – AKT XVIII - Marquee Club (live del 1974, 2 CDs)
- 2021 – AKT XIX - ESKÂHl 2020 (Bordeaux, Toulouse, Perpignan, 2 CDs)